# まいにちハングル講座
まいにちハングル講座（まいにちはんぐるこうざ）は、NHKラジオ第2放送で放送されている朝鮮語の語学番組。「まいにちハングル講座」が入門編であり、応用編に「ステップアップハングル講座」がある。
前身は、「안녕하십니까? ハングル講座」。
「まいにちハングル講座」は2008年4月から放送を開始し、現在も継続中である。本放送は月曜から金曜に放送され、他に再放送がある。2009年度下半期は月曜～木曜「入門編」と金曜「応用編」の形式だった。2010・11年度は月～水曜「入門編」と木・金曜の「応用編」の形式だった。2012年度からは月曜から金曜まで同じ入門編が放送されている。
2009年度から2011年度まで「アンコールハングル講座」が月曜から金曜まで放送された。他に再放送があった。
2012年度から2019年度まで応用編の「レベルアップハングル講座」が月曜から金曜まで放送された。他に再放送があった。新作の放送は、上半期に「まいにちハングル講座」、下半期に「レベルアップハングル講座」で行い、それぞれ反対側のコースは旧作の再放送だった。
2021年度から応用編の「ステップアップハングル講座」の放送（木曜・金曜）が始まり、現在も継続中である。他に再放送がある。
2024年度から「まいにちハングル講座」の当日生放送分の再放送を、NHK-FM放送でも24時15分-24時30分（実際は翌曜日0:15－0:30）、また「ステップアップハングル講座」についても放送当日の毎週木・金曜深夜24時45分-25時（同0:45－1:00）にそれぞれ編成されることになった。2026年3月末に予定される中波ラジオ第2放送廃止に向けた実証実験の一環と思われる。2025年1月8日、NHK経営委員会は2024～26年度の中期経営計画の修正を議決し、2026年3月末にAM1波、FM1波にし、AMのラジオ第2で放送している語学などの教育番組は、原則FMで放送するとした。

## 放送時間

### まいにちハングル講座
- 月〜金（ラジオ第2）

午前8時00分〜午前8時15分（本放送）
午前10時15分〜午前10時30分（再放送）
午後6時10分〜午後6時25分（再放送）
午後9時45分〜午後10時00分（再放送）
- 火～土（月～金深夜）（NHK FM）

午前1時00分～午前1時15分（再放送）
- 日（ラジオ第2）

午後2時15分〜午後3時30分（再放送、5回分まとめて放送）

#### ステップアップハングル講座（放送終了）
- 木・金（ラジオ第2）

午前9時45分〜午前10時00分（本放送）
午後10時00分〜午後10時15分（再放送）
- 金・土（木・金深夜）（NHK FM）

午前0時45分～午前1時00分（再放送）
- 日（ラジオ第2）

午後3時30分〜午後4時00分（再放送、2回分まとめて放送）

## 現在の放送内容・講師

### 2025年度
- 辻󠄀野裕紀（2025年4月〜2025年9月）あなたと語る１００のことば

- 小島大輝（2024年10月〜2025年3月）（2024年4月〜9月の再放送）ラップ de チャレッソYO！

## 過去の放送内容・講師

### 2008年度
- チョ・ヒチョル（2008年4月〜9月）クイズで学ぼう!旅するハングル

- 木内明 （2008年10月〜12月）「ハングル耳」を鍛えよう!

- 木内明 （2009年1月〜3月）ドラマで鍛える「ハングル耳」

### 2009年度
- チャン・ウニョン（2009年4月〜9月）話そう!美しいハングル

- イ・ユニ（2009年10月〜2010年3月、月〜木、入門編）（2007年4月〜9月の再構成）よく使うことばで賢く学ぼう

- 波多野節子（2009年10月〜2010年3月、金、応用編）（2008年1月〜3月の再構成）文学で親しむハングルの香り

#### アンコールまいにちハングル講座
- 木内明（2009年4月〜6月、2009年10月〜12月）（2008年10月〜12月の再放送）「ハングル耳」を鍛えよう!

- 木内明（2009年7月〜9月、2010年1月〜3月）（2009年1月〜3月の再放送）ドラマで鍛える「ハングル耳」

### 2010年度
- 兼若逸之（2010年4月〜9月、月〜水、入門編）兼若博士のハングル・エクササイズ

- 阪堂千津子（2010年4月〜9月、木・金、応用編）わかる使える!ドラマチック・ハングル

- 長谷川由起子（九州産業大学准教授）（2010年10月〜2011年3月、月〜水、入門編）まるごと覚えていきいきハングル!

- 波田野節子（2010年10月〜2011年3月、木・金、応用編）ニューウエーブ文学で感じるハングルの世界

#### アンコールまいにちハングル講座
- チャン・ウニョン（2010年4月〜9月）（2009年4月〜9月の再放送）話そう!美しいハングル

- チョ・ヒチョル（2010年10月〜2011年3月）（2008年4月〜9月の再放送）クイズで学ぼう!旅するハングル

### 2011年度
- 木内明（2011年4月〜9月、月〜水、入門編）おいしく身につく!ハングル学習ナビ

- 長友英子（2011年4月〜9月、木・金、応用編）通訳式トレーニングでステップアップ!

- 塩田今日子（2011年10月〜2012年3月、月〜水、入門編）つながる!はまる!ハングルのツボ

- ナム・ユンジン（2011年10月〜2012年3月、木・金、応用編）センスアップ!ナチュラル表現

#### アンコールまいにちハングル講座
- 兼若逸之（2011年4月〜9月、月〜水）（2010年4月〜9月の再放送）兼若博士のハングル・エクササイズ

- 阪堂千津子（2011年4月〜9月、木・金）（2010年4月〜9月の再放送）わかる使える!ドラマチック・ハングル

- 長谷川由起子（2011年10月〜2012年3月、月〜水）（2010年10月〜2011年3月の再放送）まるごと覚えていきいきハングル!

- 波田野節子（2011年10月〜2012年3月、木・金）（2010年10月〜2011年3月の再放送）ニューウエーブ文学で感じるハングルの世界

### 2012年度
- 阪堂千津子（2012年4月〜6月）人生を変える!ウェルビンハングル

- 増田忠幸（2012年7月〜9月）楽しむハングル

- 木内明（2012年10月〜2012年12月）（2011年4月〜9月の再放送）おいしく身につく!ハングル学習ナビ

- 塩田今日子（2013年1月〜3月）（2011年10月〜2012年3月の再放送）つながる!はまる!ハングルのツボ

#### レベルアップハングル講座
- 長友英子（2012年4・5月）（2011年4〜9月の再放送）通訳式トレーニングでステップアップ!

- ナム・ユンジン（2012年6・7月）（2011年10月〜2012年3月の再放送）センスアップ!ナチュラル表現

- 阪堂千津子（東京外国語大学講師）（2012年8・9月）（2010年4月〜9月の再放送）わかる使える!ドラマチック・ハングル

- キム・スノク（2012年10月〜12月）検定試験で弱点克服

- きむふな（2013年1月〜3月）韓国女性作家がえがく 家族の肖像

申京淑『母をお願い』、韓江『菜食主義者』、金愛爛『誰が海辺で気ままに花火を上げるのか』

### 2013年度
- 兼若逸之（2013年4月〜9月）ルールで楽しく!ル・ル・ルハングル

- 阪堂千津子（2013年10月〜12月）（2012年4月〜6月の再放送）人生を変える!ウェルビンハングル

- 増田忠幸（2014年1月〜3月）（2012年7月〜9月の再放送）楽しむハングル

#### レベルアップハングル講座
- キム・スノク（2013年4月〜6月）（2012年10月〜12月の再放送）検定試験で弱点克服

- きむふな（2013年7月〜9月）（2013年1月〜3月の再放送）韓国女性作家がえがく 家族の肖像

- イ・ホンボク（2013年10月〜12月）自然な会話を楽しもう!

- 中島仁（2014年1月〜3月）ドリルで攻略！文法の基礎

### 2014年度
- イ・ユニ（2014年4月〜9月）やさしい言葉、うつくしい発音

- 兼若逸之（2014年10月〜2015年3月）（2013年4月〜9月の再放送）ルールで楽しく!ル・ル・ルハングル

#### レベルアップハングル講座
- イ・ホンボク（2014年4月〜6月）（2013年10月〜12月の再放送）自然な会話を楽しもう!

- 中島仁（2014年7月〜9月）（2014年1月〜3月の再放送）ドリルで攻略！文法の基礎

- キム・トンハン（2014年10月〜12月）韓国・美しい風景をたずねて

- 阪堂千津子（2015年1月〜3月）思いを伝える会話術

### 2015年度
- チャン・ウニョン（2015年4月〜9月）シンプルに学ぼう! まる覚えハングル

- イ・ユニ（2015年10月〜2016年3月）（2014年4〜9月の再放送）やさしい言葉、うつくしい発音

#### レベルアップハングル講座
- キム・トンハン（2015年4月〜6月）（2014年10〜12月の再放送）韓国・美しい風景をたずねて

- 阪堂千津子（2015年7月〜9月）（2015年1〜3月の再放送）思いを伝える会話術

- 中島仁（2015年10月〜12月）パターン別会話集で表現力アップ!

- オ・ヘギョン（2016年1月〜3月）違いを楽しむコミュニケーション術

### 2016年度
- 兼若逸之（2016年4月〜2016年9月）すっきり！ しっかり！ “おもてなし”ハングル

- チャン・ウニョン（2016年10月〜2017年3月）（2015年4〜9月の再放送）シンプルに学ぼう! まる覚えハングル

#### レベルアップハングル講座
- 中島仁（2016年4月〜6月）（2015年10月〜12月の再放送）パターン別会話集で表現力アップ!

- オ・ヘギョン（2016年7月〜9月）（2016年1月〜3月の再放送）違いを楽しむコミュニケーション術

- イ・テムン（2016年10月〜12月）声に出して読みたい、10の物語

- 阪堂千津子（2017年1月〜3月）心が通う “おもてなし”会話

### 2017年度
- 中島仁（2017年4月〜9月）聞いてみよう!言ってみよう!慣れるハングル、"おもてなし"ハングル

- 兼若逸之（2017年10月〜2018年3月）（2016年4〜9月の再放送）すっきり！ しっかり！ “おもてなし”ハングル

#### レベルアップハングル講座
- イ・テムン（2017年4月〜6月）（2016年10月〜12月の再放送）声に出して読みたい、10の物語

- 阪堂千津子（2017年7月〜9月）（2017年1月〜3月の再放送）心が通う “おもてなし”会話

- オ・ヘギョン（2017年10月〜12月）（2016年1月〜3月の再放送）違いを楽しむコミュニケーション術

- 中島仁（2018年1月〜3月）（2015年10月〜12月の再放送）パターン別会話集で表現力アップ!

### 2018年度
- イ・ホンボク（2018年4月〜9月）読めると聞こえる!グンと伸ばそう読む力

- 中島仁（2018年10月〜2019年3月）（2017年4月〜9月の再放送）聞いてみよう!言ってみよう!慣れるハングル、"おもてなし"ハングル

#### レベルアップハングル講座
- 阪堂千津子（2018年4月〜6月）（2017年1月〜3月の再放送）心が通う “おもてなし”会話

- 中島仁（2018年7月〜9月）（2014年1月〜3月の再放送）ドリルで攻略！文法の基礎

- イ・ホンボク（2018年10月〜12月）（2013年10月〜12月ほかの再放送）自然な会話を楽しもう!

- イ・テムン（2019年1月〜3月）（2016年10月〜12月ほかの再放送）声に出して読みたい、10の物語

### 2019年度
- 山崎玲美奈（2019年4月〜9月）書いて味わう ゆっくりハングル

- イ・ホンボク（2019年10月〜2020年3月）（2018年4月〜9月の再放送）読めると聞こえる!グンと伸ばそう読む力

#### レベルアップハングル講座
- 阪堂千津子（2019年4月〜6月）（2017年1月〜3月ほかの再放送）心が通う “おもてなし”会話

- イ・ホンボク（2019年7月〜9月）（2013年10月〜12月ほかの再放送）自然な会話を楽しもう!

- 中島仁（2019年10月〜12月）（2015年10月〜12月ほかの再放送）パターン別会話集で表現力アップ!

- イ・テムン（2020年1月〜3月）（2016年10月〜12月ほかの再放送）声に出して読みたい、10の物語

### 2020年度
- 趙義成（2020年4月〜2021年3月）（2020年度第2、第4四半期はそれぞれ第1、第3四半期の再放送）しっかり学ぼう！ 本格派ハングル

### 2021年度
- 山崎亜希子（2021年4月〜9月）聞いてマネして会話を極めよう！

- 山崎玲美奈（2021年10月〜2022年3月）（2019年4月〜9月の再放送）書いて味わう ゆっくりハングル

#### ステップアップハングル講座
- 古田富建（講師）、うにょん、ユン・チャンビン（出演者）（2021年4月～6月）もっと楽しむ！ “韓活”応援レッスン！
- 古川綾子（講師）、ウォン・スニョン（出演者）（2021年7月～9月）Ｋ文学の散歩道

7月：韓国文学とフェミニズム、8月：セウォル号沈没事故と韓国文学―セウォル号以後文学とは、9月：韓国の現代作家―李箱文学賞受賞者を中心に
- 古田富建（講師）、うにょん、ユン・チャンビン（出演者）（2021年10月～12月）（2021年4月～6月の再放送）もっと楽しむ！“韓活”応援レッスン
- 古川綾子（講師）、ウォン・スニョン（出演者）（2022年1月～3月）（2021年7月～9月の再放送）K文学の散歩道

### 2022年度
- キム・スノク〔金順玉〕（2022年4月〜9月）"なりきりメソッド"で目指せ韓国デビュー！

- 山崎亜希子（2022年10月〜2023年3月）（2021年4月〜9月の再放送）聞いてマネして会話を極めよう！

#### ステップアップハングル講座
- 古田富建（講師）、うにょん、ユン・チャンビン（出演者）（2022年4月～6月）（2021年4月〜6月ほかの再放送）もっと楽しむ！“韓活”応援レッスン！
- 古川綾子（講師）、ウォン・スニョン（出演者）（2022年7月～9月）（2021年7月～9月ほかの再放送）K文学の散歩道
- 八田靖史（講師）、カン・ハンナ（出演者）（2022年10月～12月）八田とハンナのハングルメ・チャンネル
- 古田富建（講師）、うにょん、ユン・チャンビン（出演者）（2023年1月～3月）（2021年4月〜6月ほかの再放送）もっと楽しむ！“韓活”応援レッスン！

### 2023年度
- 石田美智代（2023年4月〜2023年9月）フレーズで学ぼう！韓ドラ聞き取りレッスン

- キム・スノク〔金順玉〕（2023年10月〜2024年3月）（2022年4月〜9月の再放送）"なりきりメソッド"で目指せ韓国デビュー！

#### ステップアップハングル講座
- 八田靖史（講師）、カン・ハンナ（出演者）（2023年4月～6月）（2022年10～12月ほかの再放送）八田とハンナのハングルメ・チャンネル
- 古川綾子（講師）、ウォン・スニョン（出演者）（2023年7月～9月）（2021年7月～9月ほかの再放送）K文学の散歩道
- 山崎亜希子（2023年10月～12月）これでスッキリ！初級からのレベルアップ
- ナム・ユンジン（南潤珍）（2024年1月～3月）映画で学ぼう！ナチュラル表現

### 2024年度
- 小島大輝（2024年4月〜2024年9月）ラップde チャレッソYO！

- 石田美智代（2024年10月〜2025年3月）（2023年4月〜9月の再放送）フレーズで学ぼう！韓ドラ聞き取りレッスン

#### ステップアップハングル講座
- 山崎亜希子（2024年4月～6月）（2023年10月～12月の再放送）これでスッキリ！初級からのレベルアップ
- 八田靖史（講師）、カン・ハンナ（出演者）（2024年7月～9月）（2022年10月～12月ほかの再放送）八田とハンナのハングルメ・チャンネル
- 八田靖史（講師）、カン・ハンナ（出演者）（2024年10月～12月）八田とハンナのハングルメ旅
- ナム・ユンジン（南潤珍）（2025年1月～3月）（2024年1月～3月の再放送）映画で学ぼう！ナチュラル表現

映画は『シークレット・ジョブ』

## テーマ曲

### まいにちハングル講座
- 2008年度
  - イム・ヒソン（임희선）「꿈을 향해 날아가」

### レベルアップハングル講座
- 2012年度
  - Sweet Sorrow「Show Your Love (간지럽게)くすぐったく」